# Asesinato de Catrine da Costa
Catrine da Costa (19 de junio de 1956 - c. Julio de 1984) fue una prostituta sueca que fue asesinada y sus restos encontrados en Solna, al norte de Estocolmo, en 1984. Da Costa había sido desmembrada, y partes de su cuerpo fueron encontradas en bolsas de plástico el 18 de julio y el 7 de agosto. El caso se conoce como Styckmordsrättegången ("el juicio por asesinato por desmembramiento"). No se ha establecido cómo murió da Costa, ya que sus órganos vitales y su cabeza nunca se han encontrado.

## Antecedentes
Nacida Catrine Beatrice Bäckström, Da Costa ejercía la prostitución en Estocolmo a principios de 1984, y desapareció durante Pentecostés el 10 de junio, o poco después. El 18 de julio, las primeras partes de su cuerpo desmembrado fueron descubiertas bajo un paso elevado de la carretera en Solna, a las afueras de Estocolmo; se descubrieron partes adicionales del cuerpo en otros lugares el 7 de agosto. El cuerpo de Da Costa fue identificado por sus huellas dactilares. Su cabeza, órganos internos, un seno y genitales nunca se han encontrado, y no se pudo determinar ninguna causa de muerte a partir de lo que se encontró.
Poco después, Teet Härm, patólogo de un laboratorio forense en el Instituto Karolinska, fue sospechoso del crimen. Se sabía que frecuentaba prostitutas, y su lugar de trabajo estaba entre los dos lugares donde se encontraron restos de la víctima. Fue arrestado y liberado.
En ese momento, la esposa de Thomas Allgen, un médico generalista, alertó a la policía de que su hija de 17 meses podría ser víctima de incesto. Los exámenes pediátricos no encontraron evidencia de abuso, y el médico y su esposa se separaron a finales de 1984. Más tarde, en 1985, la esposa dijo a la policía que su hija había comenzado a hablar de presenciar un desmembramiento. Dado que el patólogo y el médico general se conocían superficialmente, la policía conectó los casos. Los siguientes ensayos se basaron en gran medida en las historias de la niña de entonces dos años y medio, interpretadas por su madre y evaluadas por un psicólogo infantil y un psiquiatra infantil.
En 1986, los recursos policiales se dispersaron después del asesinato del primer ministro sueco Olof Palme, y el caso de desmembramiento se archivó hasta el año siguiente. Härm y Allgen fueron arrestados a finales de 1987 y llevados a juicio en enero de 1988.

## Pruebas
El primer juicio terminó en un juicio nulo después de que los jueces legos fueran entrevistados para el periódico Aftonbladet el 9 de marzo de 1988 y comentaran la justificación del tribunal para su decisión judicial. En un segundo juicio, el tribunal inferior pidió a la Junta Nacional de Salud y Bienestar de Suecia que investigara las circunstancias del caso y determinó que se desconocía la causa de la muerte de da Costa. Como resultado, los dos acusados fueron absueltos, ya que no se pudo establecer que da Costa muriera en circunstancias sospechosas. Aunque en su veredicto el tribunal determinó que los acusados habían desmembrado el cuerpo de la víctima, el plazo de prescripción para ese delito había expirado.
El 23 de mayo de 1989, la autoridad sueca para la evaluación de negligencia médica rescindió el derecho de los médicos al trabajo, y su decisión fue confirmada en una apelación de 1991. Los médicos apelaron ante varios tribunales, incluidos el Tribunal Supremo de Suecia, el Tribunal Administrativo Supremo de Suecia (Regeringsrätten) y el Tribunal Europeo de Derechos Humanos, ninguno de los cuales revocó el fallo.

## Consecuencias
El sonado caso fue abordado en varios libros, artículos de investigación y documentales de televisión. El periodista Per Lindeberg publicó Döden är en man (La muerte es un hombre) en 1999, cuestionando la investigación policial y afirmando que los hombres fueron víctimas de un error judicial causado en parte por la amplia cobertura sensacionalista de los medios. En 2003, el periodista Lars Borgnäs publicó Sanningen är en sällsynt gäst (La verdad es un invitado raro), oponiéndose a la posición de Lindeberg y teorizando que da Costa fue víctima de un asesino en serie.
En 2006, los médicos exigieron 40 millones de coronas (unos 4,8 millones de dólares) en daños y perjuicios por pérdida de ingresos durante los años que no pudieron practicar y por difamación. Su demanda fue rechazada cuando el Canciller de Justicia, que se ocupa de las cuestiones de daños voluntarios, dictaminó que una reclamación tan grande debería ser manejada por los tribunales.
El 3 de abril de 2007, el abogado de dos hombres registró su reclamación por 35 millones de coronas en daños y perjuicios en el tribunal inferior de Attunda. El 30 de noviembre de 2009 comenzó el juicio del estado sueco, que terminó poco antes de Navidad. En una sentencia del 18 de febrero de 2010, el tribunal dictaminó que los médicos no tenían derecho a daños y perjuicios.
El asesinato de Da Costa ha inspirado múltiples obras de ficción, como la exitosa novela policíaca de Stieg Larsson Los hombres que no amaban a las mujeres y el trabajo de Katarina Frostenson y Sara Stridsberg. El plazo de prescripción para el asesinato expiró en 2009 y los fiscales suspendieron sus investigaciones el 1 de julio de ese año.